# Чаена чаша
Чаената чаша е чаша за пиене на чай.
Може да е със или без дръжка, обикновено малка, която може да се хване с палеца и един или два пръста. Обикновено е направен от керамичен материал. Обикновено е част от комплект, съставен от чаша и подходяща чинийка или трио, което включва малка тортена или сандвич чиния. Те от своя страна могат да бъдат част от сервиз за чай в комбинация с чайник, кана за сметана, покрита купа за захар и купа за отпадъци (където се изхвърля изстиналия чай). Чаените чаши често са по-широки и по-къси от чашите за кафе. Чашите за сутрешен чай обикновено са по-големи от чашите за следобеден чай.